# Корсюк Микола Миколайович
Микола Миколайович Корсюк (30 березня 1950, Луг — 22 листопада 2020) — український поет та прозаїк у Румунії.
Член Національної спілки письменників України.

## З біографії
Народився 30 березня 1950 року у селі Луг Марамуреського повіту (Румунія). Закінчив філологічний факультет Бухарестського університету (1973), працював у видавництві «Критеріон» редактором, з 1991 року — головним редактором газети «Наш голос».

## Творчість
Автор поетичних збірок «Нащадки сонця» (1972), «Ворота» (1975), «Монолог дерева» (1980); збірок прозових творів «Роздоріжжя» (1973), «Сюжет для новели» (1977), «Чужий біль» (1985). Вірші перекладалися німецькою, румунською, мадярською мовами.
Окремі видання:
- Корсюк М. Вірші // Поза традиції. Антологія української модерної поезії в діаспорі. — Київ, Торонто, Едмонтон, Оттава, 1993. — С. 390–400.
- Корсюк М. Вірші // Поезія-90. — К.: Радянський письменник, 1990. — Вип. 2. — С. 102–105.
- Корсюк М. Монолог. Вид. випр. і доп. — Бухарест: Мустанг, 2003. — 345 с.
- Корсюк М. Нащадки сонця: Поезії. — Бухарест: Критеріон, 1972. — 114 с.
- Корсюк М. Сюжет для новели. — Бухарест: Критеріон, 1977. — 248 с.
- Корсюк М. Чужий біль. — Бухарест: Критеріон, 1985. — 161 с.